# Sociedade Esportiva União Cacoalense
La Sociedade Esportiva Uniao Cacoalense es un equipo de fútbol de Brasil que juega en el Campeonato Rondoniense, la primera división de estado de Rondonia.

## Historia
Fue fundado el 1 de enero de 1982 en el municipio de Cacoal del estado de Rondonia, donde en sus primeros años fueron un equipo que pasó en las ligas municipales.
En 1991 se convierte en uno de los equipos fundadores del Campeonato Rondoniense como liga profesional, donde terminó en último lugar entre 9 equipos. Fue hasta inicios del siglo XXI que el club se vuelve competitivo, alcanzando la final estatal en 2001, la cual pierde ante el Ji-Paraná Futebol Clube en penales, resultado que se repite en 2002 al perder en la final ante el Clube de Futebol da Amazônia.
En 2003 accede a su tercera final estatal consecutiva, donde a la tercera fue la vencida y por fin logra el título estatal al vencer al Clube de Futebol da Amazônia, cobrando venganza de la edición anterior y con ello logra la clasificación al Campeonato Brasileño de Serie C y a la Copa de Brasil de 2004, sus primeros torneos de fútbol a escala nacional.
En la tercera división nacional terminó abandonando el torneo antes de empezar en la zona tres, mientras que en la Copa de Brasil fue eliminado en la primera ronda por el Guarani Futebol Clube del estado de Sao Paulo por la regla del gol de visitante. En el Campeonato Rondoniense logra ser campeón por segunda ocasión venciendo en la final al Ji-Paraná Futebol Clube.
En 2005 participa en la Copa de Brasil por segundo año consecutivo, siendo eliminado 1-4 por el Paysandu Sport Club del estado de Pará, en el Campeonato Rondoniense de ese año es eliminado en las semifinales.

## Palmarés
- Campeonato Rondoniense: 2

2003, 2004